# Urban Legends: Bloody Mary
Urban Legends: Bloody Mary (prt: Mitos Urbanos III - Bloody Mary; bra: Lenda Urbana 3 - A Vingança de Mary) é um filme norte-americano de 2005, dos gêneros suspense e terror, dirigido por Mary Lambert. 
Rodado em Salt Lake City, Utah, foi lançado diretamente em DVD em 2005.

## Sinopse
Em uma noite de formatura, um trio de amigas de colégio recitam um encantamento, libertando um mal espírito do passado com consequências mortais. Naquela mesma noite, as garotas são raptadas por uma gangue da escola. Depois de resgatadas, seus molestadores recebem suas justas punições, morrendo um a um em uma reação em cadeia de crimes horripilantes, cada um com algum estilo de Lenda Urbana. Isso tudo não passa de uma brincadeira de mau gosto de colégio levada ao extremo ou será que a vingança de Mary está atacando novamente?

## Elenco
- Kate Mara — Samantha Owens
- Robert Vito — David Owens
- Tina Lifford — Grace Taylor
- Ed Marinaro — Bill Owens
- Michael Gregory Coe — Buck Jacoby
- Lilith Fields — Mary Banner / Bloody Mary
- Nancy Everhard — Pam Owens
- Audra Lea Keener — Heather Thompson
- Nate Herd — Tom Higgins
- Brandon Sacks — Roger Dalton
- Olesya Rulin — Mindy Stronge
- Don Shanks — Coach Jacoby
- Hailey Smith — Martha
- Jeff Olson — Sheriff McKenna
- Jonathan Ross — Pam Owens